# 泽西海岸 (地名)
澤西海岸（英語：Jersey Shore）是美国宾夕法尼亚州來可明縣的一個行政區。它位於西薩斯奎哈納河沿岸，威廉斯波特以南24公里（15英里）處。澤西海岸是賓夕法尼亞州威廉斯波特大都市統計區的一部分。過去，澤西海岸擁有農場、商店、雪茄工廠、鑄造廠和大型絲綢廠。根據2020年美國人口普查的數據顯示：居住於澤西海岸的總人口數量為4158人。澤西海岸的總面積為1.18平方英里（3.06平方公里）。